# Lasy Łukowskie
Lasy Łukowskie este o arie protejată (arie de protecție specială avifaunistică — SPA) din Polonia întinsă pe o suprafață de 11.488,44 ha, integral pe uscat.

## Localizare
Centrul sitului Lasy Łukowskie este situat la coordonatele 51°59′26″N 22°12′50″E / 51.9905°N 22.214°E.

## Înființare
Situl Lasy Łukowskie a fost declarat arie de protecție specială avifaunistică în noiembrie 2008 pentru a proteja 15 specii de animale.

## Biodiversitate
Situată în ecoregiunea continentală, aria protejată nu include niciun habitat protejat.
La baza desemnării sitului se află mai multe specii protejate de  păsări (15): fâsă-de-câmp (Anthus campestris), acvilă țipătoare mică (Aquila pomarina), ciuf de câmp (Asio flammeus), caprimulg (Caprimulgus europaeus), barză albă (Ciconia ciconia), barză neagră (Ciconia nigra), ciocănitoarea de stejar (Dendrocopos medius), ciocănitoare neagră (Dryocopus martius), presură de grădină (Emberiza hortulana), muscar (Ficedula parva), cocor (Grus grus), sfrâncioc roșiatic (Lanius collurio), ciocârlie de pădure (Lullula arborea), viespar (Pernis apivorus), silvie porumbacă (Sylvia nisoria).